# Wojciech Jaworski (muzyk)
Wojciech Jaworski – polski pianista i klawiszowiec rockowy i jazzowy; kompozytor i aranżer związany z wrocławskim środowiskiem muzycznym.

## Życiorys
Absolwent Liceum Plastycznego we Wrocławiu (1973). W latach 1974–1980 studiował na Wydziale Architektury Politechniki Wrocławskiej. Muzyk zespołów: Muzyczna Spółka Akcyjna 1111, Art Flash (w składzie m.in. Mieczysław Jurecki, Jacek Krzaklewski, Ireneusz Nowacki) i Cross – w obydwu formacjach śpiewał Krzysztof Cugowski. A także: Alex Band, Nestor Band, Septet Zbigniewa Lewandowskiego (w składzie m.in. Krzesimir Dębski, Andrzej Przybielski, Piotr Baron), Sesja 80, Fire Exit (w składzie m.in. Romuald Frey, Stanisław Zybowski, Tadeusz Nestorowicz, Marek Błaszczyk, Jarosław Borek), funkowa grupa Super Blue (w składzie także: Mirosław Mazur, Piotr Baron, Mieczysław Jurecki, Zbigniew Lewandowski), Joint Venture pod kier. Włodzimierza Krakusa (album pt. Kto to wie? z 1996), projekty M. Jureckiego Półbuty i 12 sprawiedliwych, czy Władysław Kwaśnicki Quartet. Współpracował również z Jackiem Zwoźniakiem (kaseta magnetofonowa pt. Od Ragazzy do Ragazzy z 1988, która miała swoją kompaktową reedycję w 1991 roku), Jackiem Zielińskim (Skaldowie), Januszem Radkiem, grupą Poerox (singiel pt. Wyspy migdałowe z 1987) i wieloma innymi wykonawcami. Obecnie jego głównym zajęciem jest prowadzenie własnego studia nagraniowego w którym realizuje m.in. muzykę do spektakli teatralnych i podkłady dźwiękowe dla wykonawców.